# 미즈호촌 (나가노현)
미즈호촌(瑞穂村)은 나가노현 시모타카이군에 있던 촌이다. 현재의 이야마시, 노자와온센촌에 해당한다.

## 역사
- 1889년 4월 1일 -정촌제 시행에 의해 시모타카이군 다카노촌이 단독으로 자치체를 형성하였다.
- 1892년 10월 14일 - 다카노촌이 도요사카촌의 일부를 편입 개칭해, 미즈호촌이 되었다.
- 1954년 8월 1일 - 기지마촌, 시모미노치군 이야마정, 아키쓰촌, 야나기하라촌, 도자마촌, 도키와촌, 시모타카이군,기지마촌과 합병해 이야마시가 성립하여 동일 미즈호촌은 폐지되었다.

## 교통

### 도로
- 국도 제117호선

## 참고문헌
- 角川日本地名大辞典 20 長野県